# Xavier Cañellas
Xavier Cañellas Sánchez (Puigpunyent, 16 marzo 1997) è un ciclista su strada e pistard spagnolo che corre per il team Anicolor-Tien 21.

## Palmarès

### Strada
- 2017 (Caja Rural-Seguros RGA U23, quattro vittorie)

Premio Primavera Under-23
3ª tappa Vuelta al Bidasoa (Orio > Orio)
Pentekostes Saria
Laudio Saria
- 2018 (Caja Rural-Seguros RGA U23, cinque vittorie)

Premio Primavera Under-23
Gran Premio Macario
4ª tappa Volta a Castelló (Castellón de la Plana > Castellón de la Plana)
San Bartolomé Saria
Zaldibia Sari Nagusia
- 2020 (Caja Rural-Seguros RGA U23, una vittoria)

1ª tappa Belgrado-Banja Luka (Belgrado > Bijeljina)

#### Altri successi
- 2023 (Electro Hiper Europa)

Classifica a punti GP Beiras e Serra da Estrela

### Pista
- 2014

Campionati europei, Omnium Junior
- 2015

Campionati spagnoli, Inseguimento individuale Junior
Campionati spagnoli, Corsa a punti Junior
Campionati spagnoli, Inseguimento a squadre Junior (con Tomeu Gelabert, Jaume Gelabert e Alejandro Hernández Salamanca)
Campionati spagnoli, Americana Junior (con Alejandro Hernández Salamanca)
Campionati spagnoli, Inseguimento a squadre (con Jaime Muntaner, David Muntaner e Albert Torres)
- 2016

Campionati spagnoli, Inseguimento individuale Under-23
Campionati spagnoli, Scratch Under-23
Campionati spagnoli, Inseguimento a squadre (con Antonio Ballester, Marc Buades e Albert Torres)
Campionati spagnoli, Americana (con Albert Torres)
- 2017

Campionati spagnoli, Inseguimento individuale Under-23
Campionati spagnoli, Scratch Under-23
Campionati spagnoli, Inseguimento a squadre (con Joan Martí Bennassar, Marc Buades e Albert Torres)
Campionati spagnoli, Americana (con Albert Torres)
- 2018

Campionati spagnoli, Inseguimento individuale Under-23
Campionati spagnoli, Inseguimento a squadre (con Pau Llaneras, Albert Torres e Marc Buades)
- 2019

Campionati spagnoli, Inseguimento individuale Under-23
Campionati spagnoli, Inseguimento a squadre (con Josep Blanco, Albert Torres e Marc Buades)
Campionati spagnoli, Americana (con Albert Torres)
- 2020

Campionati spagnoli, Scratch
Campionati spagnoli, Corsa a eliminazione
- 2021

Campionati spagnoli, Corsa a punti
Campionati spagnoli, Scratch
- 2022

Campionati spagnoli, Inseguimento a squadre (con Francesc Bennassar, Joan Martí Bennassar e Sergi Amengual)
- 2023

Campionati spagnoli, Inseguimento a squadre (con Francesc Bennassar, Joan Martí Bennassar, Sergi Amengual e Llorenç Tomás)

## Piazzamenti

### Competizioni mondiali
- Campionati del mondo su strada

Ponferrada 2014 - Cronometro Junior: 55º
Ponferrada 2014 - In linea Junior: 100º
- Campionati del mondo su pista

Seul 2014 - Inseguimento individuale Junior: 22º
Seul 2014 - Omnium Junior: 13º
Seul 2014 - Americana Junior: 8º
Londra 2016 - Inseguimento a squadre: 13º
Apeldoorn 2018 - Inseguimento a squadre: 16º
Apeldoorn 2018 - Scratch: 7º

### Competizioni europee
- Campionati europei su strada

Alkmaar 2019 - In linea Under-23: ritirato
- Campionati europei su pista

Anadia 2014 - Inseguimento a squadre Junior: 7º
Anadia 2014 - Inseguimento individuale Junior: 13º
Anadia 2014 - Omnium Junior: vincitore
Anadia 2014 - Americana Junior: 12º
Atene 2015 - Inseguimento a squadre Junior: 6º
Atene 2015 - Inseguimento individuale Junior: 8º
Atene 2015 - Corsa a punti Junior: 11º
Atene 2015 - Omnium Junior: squalificato
Atene 2015 - Americana Junior: 10º
Montichiari 2016 - Inseguimento a squadre Under-23: 10º
Montichiari 2016 - Corsa a punti Under-23: 11º
Montichiari 2016 - Americana Under-23: 12º
Saint-Quentin-en-Yvelines 2016 - Inseguimento a squadre: 9º
Anadia 2017 - Scratch Under-23: 4º
Anadia 2017 - Omnium Under-23: 10º
Anadia 2017 - Eliminazione Under-23: 7º